# Mourmelon-le-Petit
Mourmelon-le-Petit est une commune française, située dans le département de la Marne en région Grand Est. C'est une agglomération qui est rattachée à Mourmelon-le-Grand et à un important camp militaire.

## Géographie
| Sept-Saulx |                    | Baconnes           |
|            | Mourmelon-le-Petit | Mourmelon-le-Grand |
|            | Livry-Louvercy     |                    |

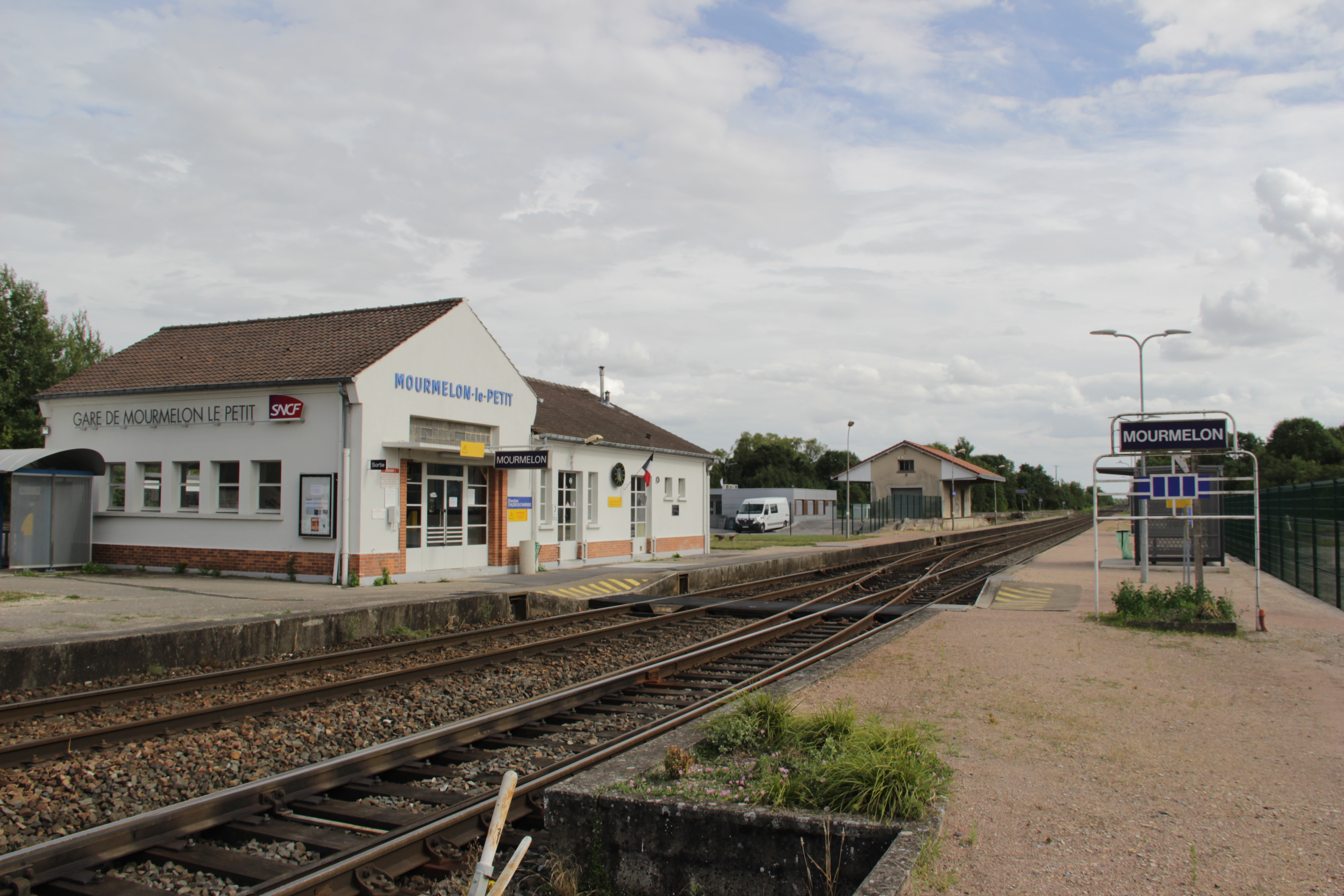
La gare de Mourmelon-le-Petit

La gare de Mourmelon-le-Petit permet de relier la ville avec Reims et Châlons par le réseau TER Champagne-Ardenne.
 
Cette gare a été construite en 1857 à la suite de la création du camp militaire dit de Châlons à l'époque, en fait essentiellement sur le territoire de la commune de Mourmelon-le-Grand. La gare se trouvait alors à environ un demi-kilomètre du village qui depuis s'est étendu jusqu'à l'atteindre.
La ville est aussi desservie par la D 19, la D 8 et la D 215 pour le réseau routier.

### Hydrographie

#### Réseau hydrographique
La commune est dans la région hydrographique « la Seine du confluent de l'Oise (inclus) à l'embouchure » au sein du bassin Seine-Normandie. Elle est drainée par la Vesle et le Cheneu,.
La Vesle, d'une longueur de 139 km, prend sa source dans la commune de Somme-Vesle et se jette  dans l'Aisne à Ciry-Salsogne, après avoir traversé 52 communes. Les caractéristiques hydrologiques de la Vesle sont données par la station hydrologique située sur la commune de Mourmelon-le-Petit. Le débit moyen mensuel est de 1,57 m3/s. Le débit moyen journalier maximum est de 8,3 m3/s, atteint lors de la crue du 19 janvier 1968. Le débit instantané maximal est quant à lui de 7,91 m3/s, atteint le 1er février 2018.

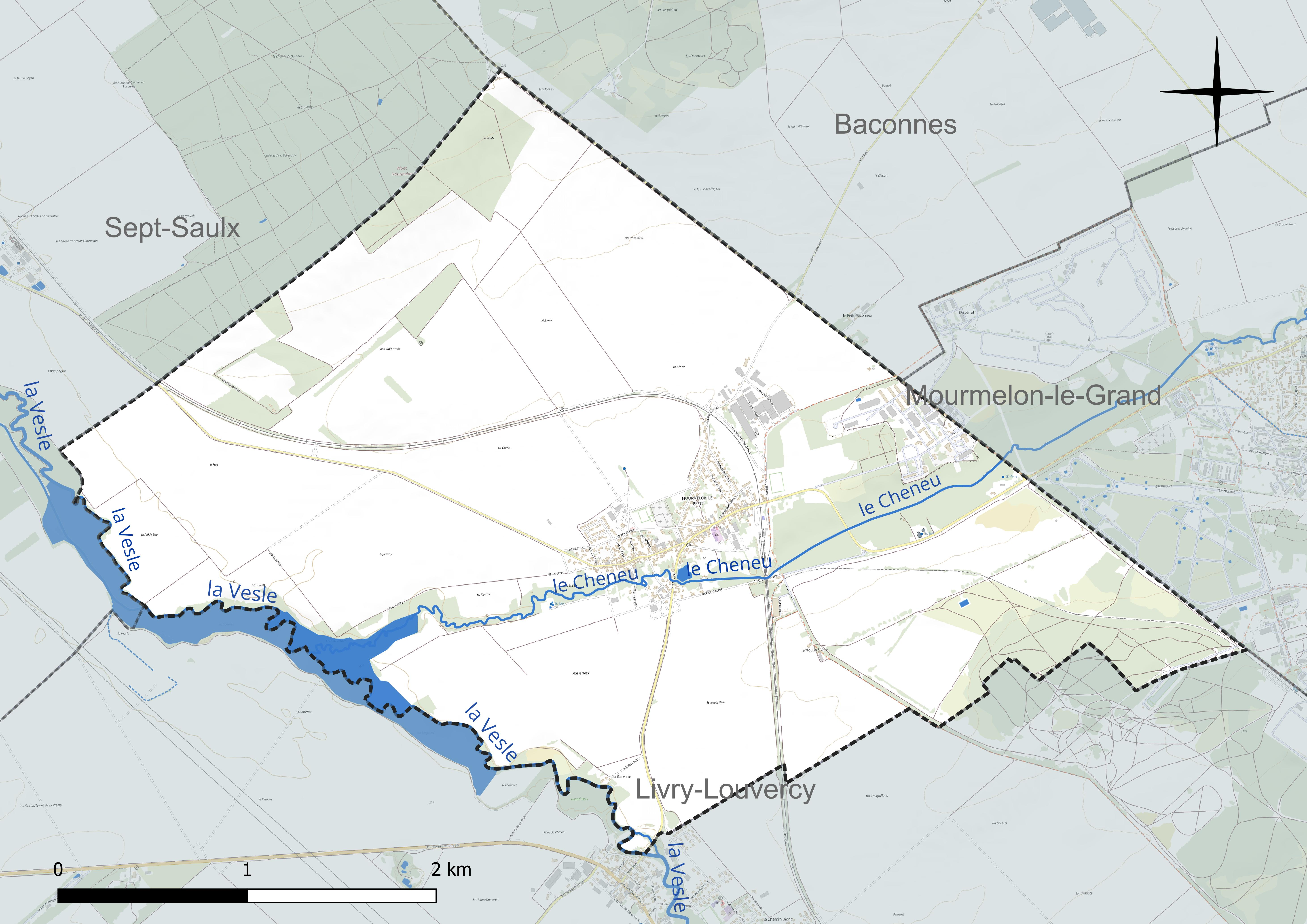
Réseau hydrographique de Mourmelon-le-Petit.

Le Cheneu, d'une longueur de 12 km, prend sa source dans la commune de Saint-Hilaire-le-Grand et se jette  dans la Vesle à Livry-Louvercy, après avoir traversé quatre communes. 

#### Gestion et qualité des eaux
Le territoire communal est couvert par le schéma d'aménagement et de gestion des eaux (SAGE) « Aisne Vesle Suippe ». Ce document de planification, dont le territoire s’étend sur 3 096 km2 répartis sur trois départements (Aisne, Marne et Ardennes) et deux régions (Champagne-Ardenne et Picardie), a été approuvé le 16 décembre 2013. La structure porteuse de l'élaboration et de la mise en œuvre est le Syndicat d’aménagement des bassins Aisne Vesle Suippe (SIABAVES). 
La qualité des cours d’eau peut être consultée sur un site dédié géré par les agences de l’eau et l’Agence française pour la biodiversité. 

### Climat
Pour des articles plus généraux, voir Climat du Grand Est et Climat de la Marne.
En 2010, le climat de la commune est de type climat océanique dégradé des plaines du Centre et du Nord, selon une étude du Centre national de la recherche scientifique s'appuyant sur une série de données couvrant la période 1971-2000. En 2020, Météo-France publie une typologie des climats de la France métropolitaine dans laquelle la commune est exposée à un climat océanique altéré et est dans la région climatique  Nord-est du bassin Parisien, caractérisée par un ensoleillement médiocre, une pluviométrie moyenne régulièrement répartie au cours de l’année et un hiver froid (3 °C). 
Pour la période 1971-2000, la température annuelle moyenne est de 10,2 °C, avec une amplitude thermique annuelle de 15,9 °C. Le cumul annuel moyen de précipitations est de 681 mm, avec 11 jours de précipitations en janvier et 8,2 jours en juillet. Pour la période 1991-2020, la température moyenne annuelle observée sur la station météorologique de Météo-France la plus proche, « Mourmelon-grand », sur la commune de Mourmelon-le-Grand à 4 km à vol d'oiseau, est de 10,6 °C et le cumul annuel moyen de précipitations est de 651,4 mm. 
La température maximale relevée sur cette station est de 41,3 °C, atteinte le 25 juillet 2019 ; la température minimale est de −19,7 °C, atteinte le 7 février 2012,,. 
Les paramètres climatiques de la commune ont été estimés pour le milieu du siècle (2041-2070) selon différents scénarios d'émission de gaz à effet de serre à partir des nouvelles projections climatiques de référence DRIAS-2020. Ils sont consultables sur un site dédié publié par Météo-France en novembre 2022.

## Urbanisme

### Typologie
Au 1er janvier 2024, Mourmelon-le-Petit est catégorisée commune rurale à habitat dispersé, selon la nouvelle grille communale de densité à sept niveaux définie par l'Insee en 2022.
Elle est située hors unité urbaine. Par ailleurs la commune fait partie de l'aire d'attraction de Reims, dont elle est une commune de la couronne,. Cette aire, qui regroupe 294 communes, est catégorisée dans les aires de 200 000 à moins de 700 000 habitants,.

### Occupation des sols
L'occupation des sols de la commune, telle qu'elle ressort de la base de données européenne d’occupation biophysique des sols Corine Land Cover (CLC), est marquée par l'importance des territoires agricoles (68,1 % en 2018), une proportion sensiblement équivalente à celle de 1990 (68 %). La répartition détaillée en 2018 est la suivante : 
terres arables (66 %), forêts (12,2 %), milieux à végétation arbustive et/ou herbacée (9,5 %), zones urbanisées (5,8 %), espaces verts artificialisés, non agricoles (2,4 %), zones industrielles ou commerciales et réseaux de communication (1,9 %), zones agricoles hétérogènes (1,6 %), prairies (0,5 %), zones humides intérieures (0,1 %). L'évolution de l’occupation des sols de la commune et de ses infrastructures peut être observée sur les différentes représentations cartographiques du territoire : la carte de Cassini (XVIIIe siècle), la carte d'état-major (1820-1866) et les cartes ou photos aériennes de l'IGN pour la période actuelle (1950 à aujourd'hui).

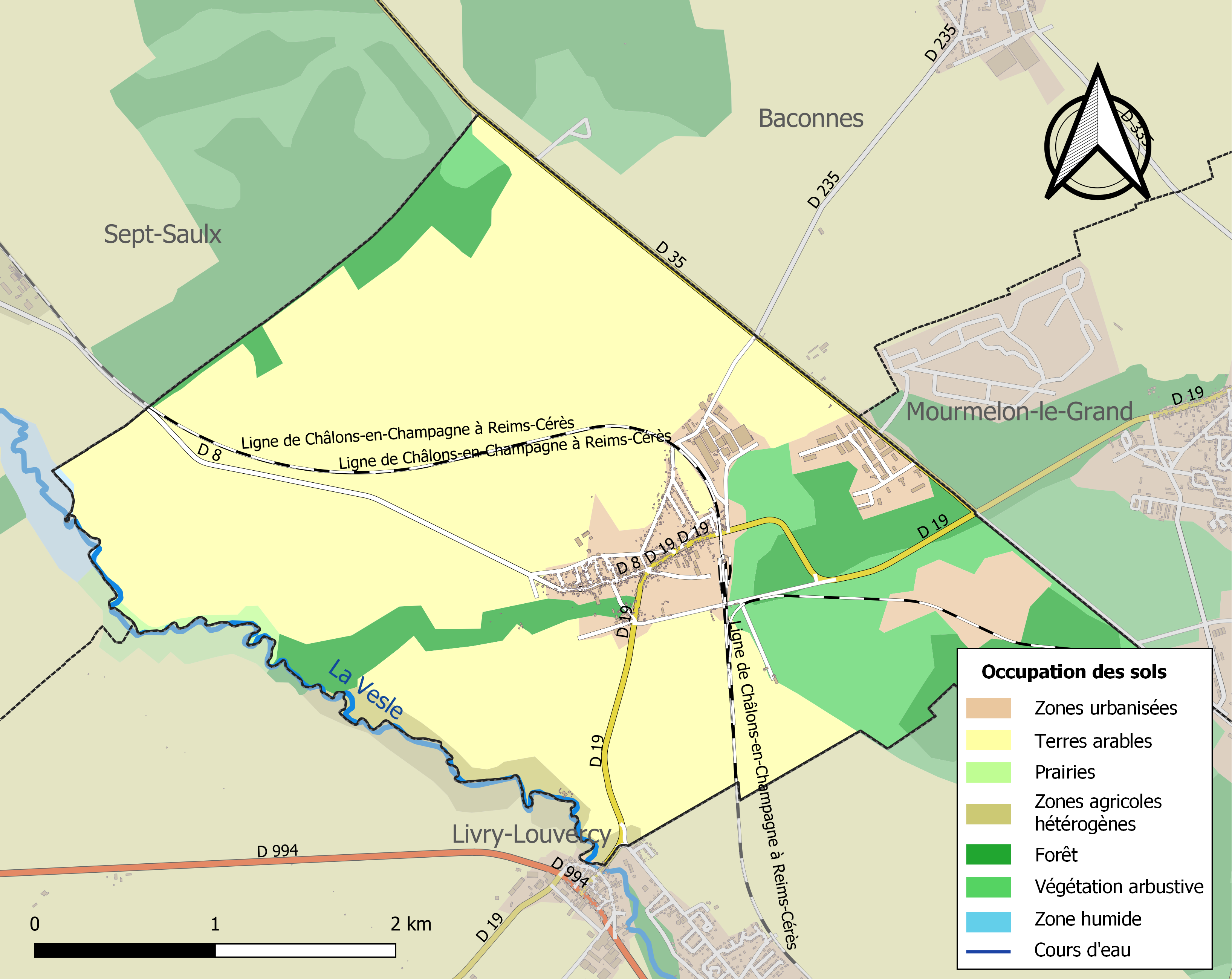
Carte des infrastructures et de l'occupation des sols de la commune en 2018 (CLC).

## Toponymie
Le nom de la commune est attesté sous les formes.
| Année | Nom                               |
| ----- | --------------------------------- |
| 1123  | Mormoreium Parvum                 |
| 1145  | Mormerio Mimor                    |
| 1155  | Murmeron Minor                    |
| 1201  | Mormera Parvum Murmer Parvulum    |
| 1208  | Mourmeronnum Parvum               |
| 1215  | Murmereium Parvum                 |
| 1271  | Mormelon Parvum                   |
| 1273  | Mormelonnum Parvum                |
| 1384  | Mormelon le Petit Petit Montmelon |
| 1486  | Mardion le Petit                  |
| 1556  | Le Petit Mourmelon                |
| 1633  | Petit Mormelon                    |

## Histoire
Les premières traces trouvées d'occupation du territoire, au lieu-dit La "Voie Mienne", remontent à la civilisation des champs d'urnes.
Deux fosses datant de cette civilisation (Une datant des champs d'urnes anciens et l'autre des champs d'urnes récents) ont été mises au jour.
La gare a été inaugurée par Napoléon III le 13 septembre 1857, pour desservir le camp de Châlons, qu'Amédée Achard a visité en 1870, et dont il a fait la descriptuion suivante dans son ouvrage intitulé Récits d'un soldat :
Je devais une visite au Petit-Mourmelon;. Là régnait le tapage en permanence. Qu'on se figure une longue rue dont les bas côtés offraient une série interminable de cabarets, de guinguettes, d'hôtels garnis, de boutiques louches, de magasins borgnes, de cafés et de restaurants, entre lesquels s'agitait incessamment une cohue de képis et de tuniques, de pantalons rouges et de galons d'or. On y faisait tous les commerces, la traite des montres et l'escompte des lettres de change. Çà et là, on jouait la comédie; dans d'autres coins, on dansait.
Ce Petit-Mourmelon, qui était dans le camp comme une verrue, n'a pas peu contribué à entretenir et à développer l'indiscipline. On y prenait des leçons de dissipation et d'ivrognerie. On s'entretenait encore à l'ombre de ces établissements interlopes de l'accueil insolent que les bataillons de Paris avaient fait à un maréchal de France. Des âmes de gavroches s'en faisaient un sujet de gloire. Peut-être aurait-il fallu qu'une main de fer pliât ces caractères qu'on avait élevés dans le culte de l'insubordination; on eut le tort de croire que l'indulgence porterait de meilleurs fruits.
Pendant la Première Guerre mondiale, Mourmelon-le-Petit sera occupé du 3 au 12 septembre 1914 puis libéré lors de la première bataille de la Marne. Le front se stabilisera à quelques kilomètres du village pendant une grande partie de cette guerre.
À la suite des combats de la Première Guerre mondiale, la nécropole nationale de Mourmelon-le-Petit recueille les dépouilles de 1 496 soldats.
Le 7 mai 1941, l'explosion d'un wagon de cheddite provoque celle de munitions entreposées dans les docks de
la gare de Mourmelon-le-Petit, il y aura 5 victimes civiles. Une bonne partie des maisons proches de la gare seront sérieusement endommagées.

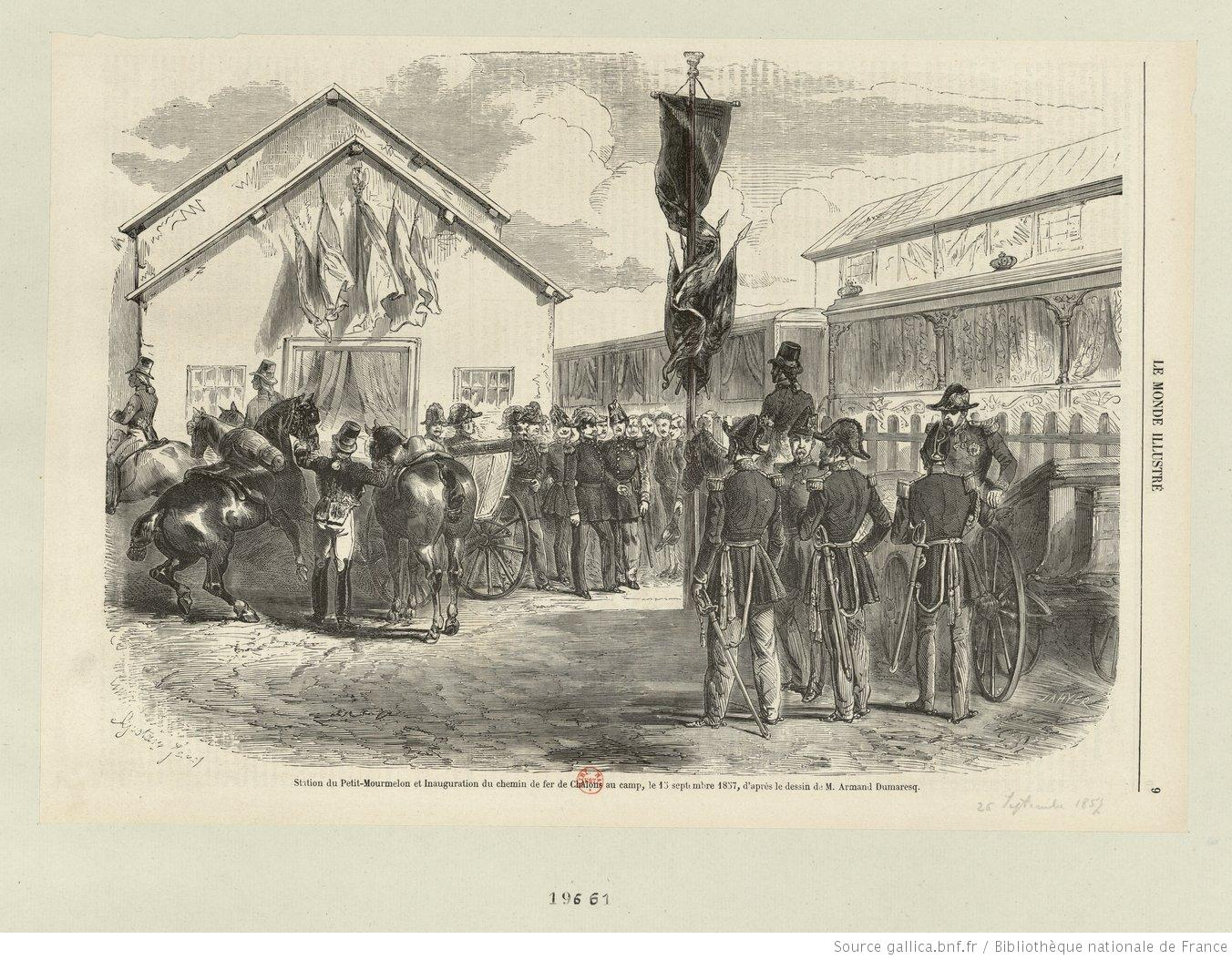
Inauguration de la gare de Mourmelon-le-Petit par Napoléon III
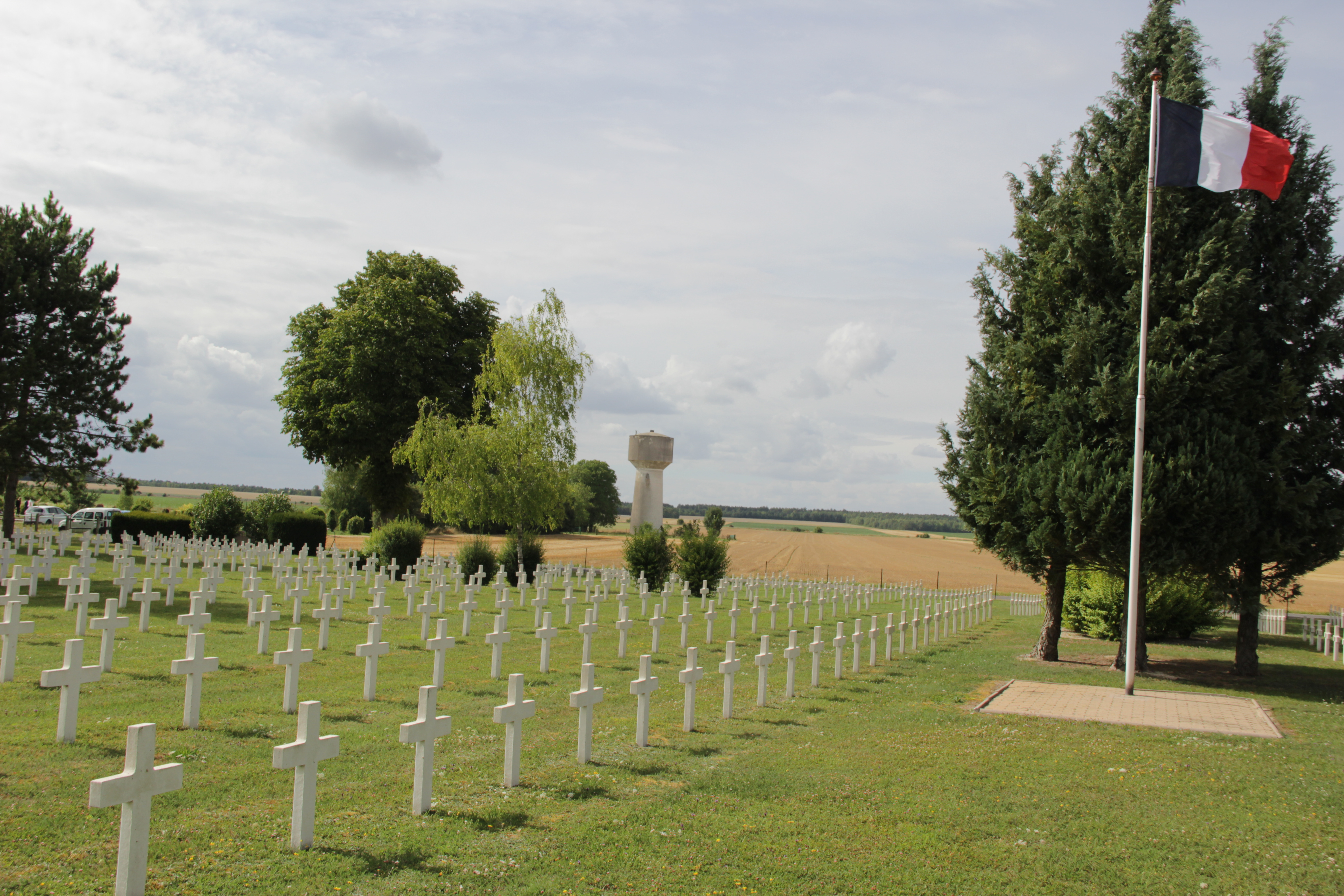
Le cimetière militaire de Mourmelon-le-Petit
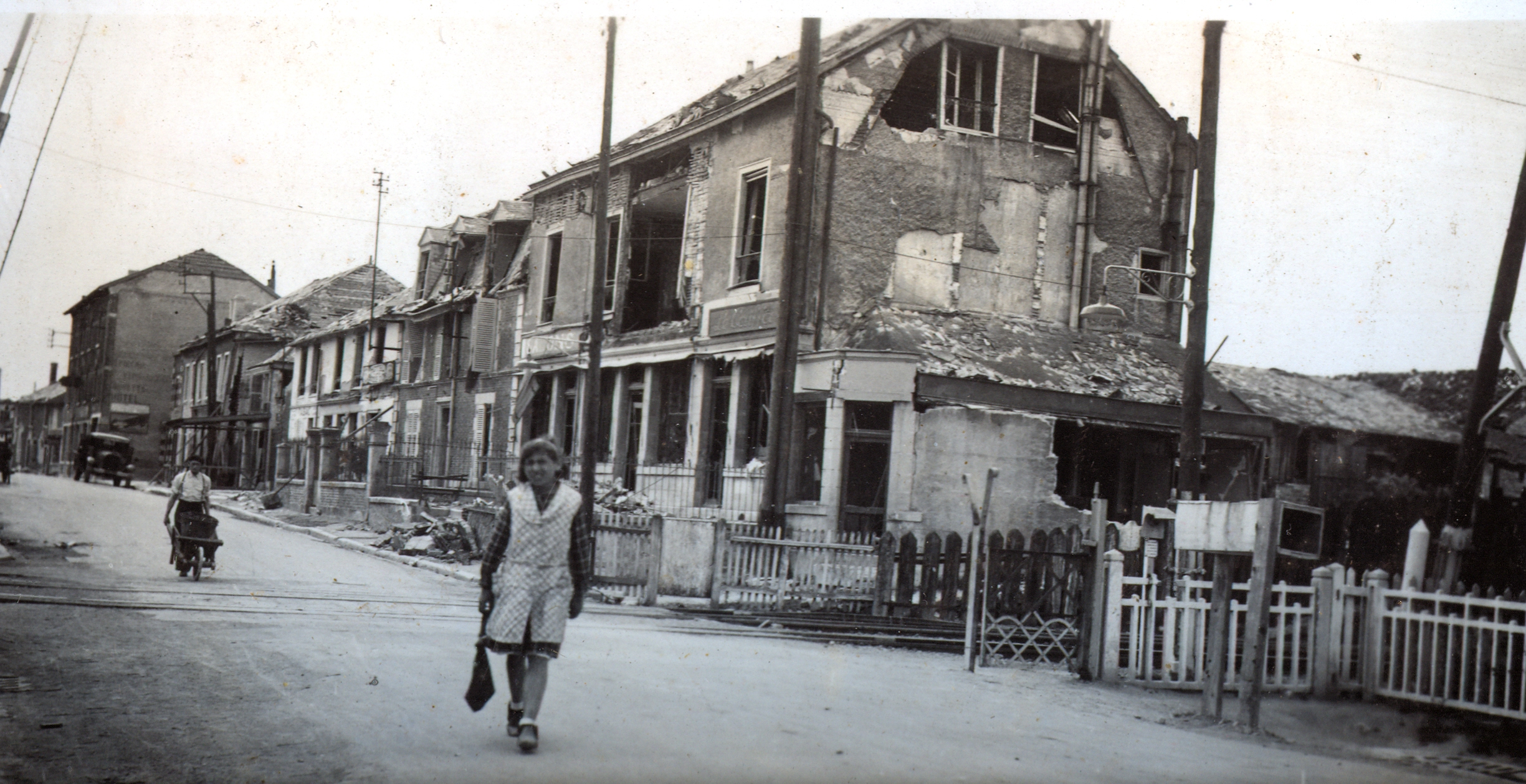
Dégâts près de la gare après l'explosion du 7 mai 1941

## Décorations françaises

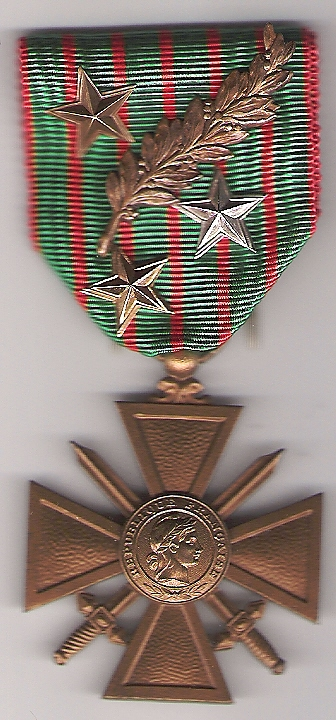

La commune se verra attribuer la Croix de guerre 1914-1918 le 13 janvier 1922.
Elle sera remise officiellement à Mourmelon-le-Petit le 18 septembre 1922 lors d'une cérémonie commune à 5 communes du canton de Suippes (Jonchery-sur-Suippe, Mourmelon-le-Grand, Mourmelon-le-Petit, Saint-Hilaire-le-Grand, Suippes).
La Croix est accompagnée de la citation suivante: « Vaillante cité qui, après avoir subi l'invasion en 1914 est restée pendant quatre ans à proximité du front supportant de nombreux bombardements. Malgré ses deuils et ses dégâts subis a conservé la plus belle confiance en la victoire finale ».

## Politique et administration
| Période        | Période        | Identité                                 | Étiquette | Qualité                                  |
| -------------- | -------------- | ---------------------------------------- | --------- | ---------------------------------------- |
| Juin 1800      | Septembre 1800 | Jean Nicolas François MARTIN (1758-1844) |           | Cultivateur                              |
| Septembre 1800 | Mai 1802       | Jacques MARTIN (1746-1802)               |           | Cultivateur                              |
| Août 1802      | 1813           | Nicolas ROCHET                           |           |                                          |
| 1813           | 1832           | Jacques MARTIN                           |           |                                          |
| 1832           | 1835           | Louis Pierre ROCHET (1782-1857)          |           | Cultivateur                              |
| 1835           | 1841           | Jacques MARTIN (1784-1867)               |           | Cultivateur                              |
| 1841           | 1862           | Jacques Bernard MARTIN (1806-1873)       |           | Cultivateur                              |
| 1862           | 1866           | Jean Louis CHERBONNIER (1814-1895)       |           |                                          |
| 1866           | 1876           | François Auguste GUYON (1818-1903)       |           | Cultivateur                              |
| 1876           | 1878           | Jean Baptiste MARTIN (1832-1910)         |           | Cultivateur                              |
| 1878           | 1884           | François Auguste GUYON (1818-1903)       |           | Cultivateur                              |
| 1884           | 1891           | Joseph Philogène CHERBONNIER (1843-1923) |           | Cultivateur                              |
| 22/03/1891     | 12/04/1891     | Simon CORDIER (1842)                     |           | Épicier                                  |
| 1891           | 1892           | Jean Baptiste MARTIN (1832-1910)         |           | Cultivateur                              |
| 1892           | 1908           | Zénon Bénoni GAYET (1847-1936)           |           | Cultivateur                              |
| 1908           | 1920           | Auguste Cyrille CUPERLY (1861-1937)      |           | Cultivateur                              |
| 1920           | 1925           | François DIDIER                          |           |                                          |
| 1925           | 1935           | Auguste Cyrille CUPERLY (1861-1937)      |           | Cultivateur                              |
| 1935           | 1944           | Eugène BOUCARD                           |           | Militaire                                |
| 1944           | 1955           | Robert CUPERLY (1890-1955)               |           | Négociant en vins                        |
| 1955           | 1962           | Ernest COLMART (1891)                    |           | Fonctionnaire                            |
| 1962           | 1975           | Robert HAUSSART                          |           | Militaire                                |
| 1975           | 1989           | Georges ARNOULD                          |           | Cheminot                                 |
| 1989           | 2001           | Joël BARBIER                             |           | Instituteur                              |
| 2001           | 2003           | Gino SIMON                               |           | Fonctionnaire                            |
| 2003           |                | René MAIZIERES                           |           | Menuisier Réélu pour le mandat 2020-2026 |

## Démographie
L'évolution du nombre d'habitants est connue à travers les recensements de la population effectués dans la commune depuis 1793. Pour les communes de moins de 10 000 habitants, une enquête de recensement portant sur toute la population est réalisée tous les cinq ans, les populations de référence des années intermédiaires étant quant à elles estimées par interpolation ou extrapolation. Pour la commune, le premier recensement exhaustif entrant dans le cadre du nouveau dispositif a été réalisé en 2005.

En 2022, la commune comptait 806 habitants, en évolution de +0,12 % par rapport à 2016 (Marne : −1,19 %, France hors Mayotte : +2,11 %).
| 1793 | 1800 | 1806 | 1821 | 1831 | 1836 | 1841 | 1846 | 1851 |
| ---- | ---- | ---- | ---- | ---- | ---- | ---- | ---- | ---- |
| 260  | 260  | 266  | 242  | 275  | 288  | 299  | 269  | 275  |

| 1856 | 1861 | 1866 | 1872 | 1876  | 1881  | 1886 | 1891  | 1896  |
| ---- | ---- | ---- | ---- | ----- | ----- | ---- | ----- | ----- |
| 267  | 521  | 544  | 466  | 1 173 | 1 282 | 986  | 1 128 | 1 329 |

| 1901  | 1906  | 1911  | 1921  | 1926  | 1931 | 1936  | 1946 | 1954 |
| ----- | ----- | ----- | ----- | ----- | ---- | ----- | ---- | ---- |
| 1 114 | 1 004 | 1 174 | 1 079 | 1 027 | 922  | 1 020 | 759  | 695  |

| 1962 | 1968 | 1975 | 1982 | 1990 | 1999 | 2005 | 2006 | 2010 |
| ---- | ---- | ---- | ---- | ---- | ---- | ---- | ---- | ---- |
| 779  | 804  | 912  | 782  | 795  | 759  | 785  | 785  | 751  |

| 2015 | 2020 | 2022 | - | - | - | - | - | - |
| ---- | ---- | ---- | - | - | - | - | - | - |
| 804  | 813  | 806  | - | - | - | - | - | - |

## Lieux et monuments
L'église actuelle, dédiée à Saint Basle, a été construite en 1846. Elle remplaçait une église menaçant ruine située au centre du village.
Pendant la Première Guerre mondiale, contrairement à d’autres églises de certains des villages environnants, celle de Mourmelon-le-Petit sera épargnée et la vie religieuse pourra y continuer à peu près normalement.
Le cimetière actuel a été créé en 1888, remplaçant celui qui se trouvait autour de l'ancienne église. Un monument, portant les noms des membres du conseil municipal de l'époque, a été érigé à l'occasion de son ouverture.

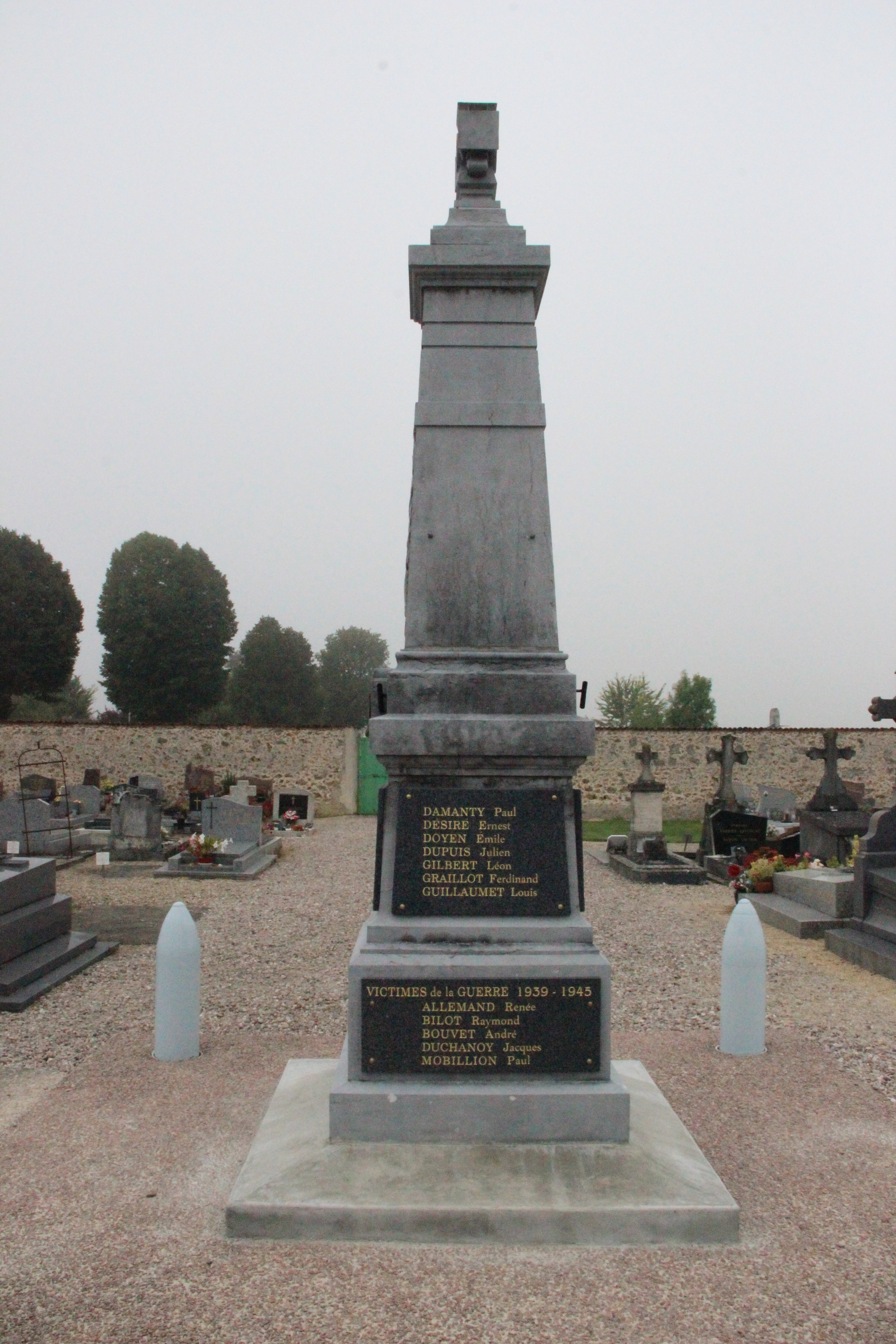
Le monument aux morts de Mourmelon-le-Petit
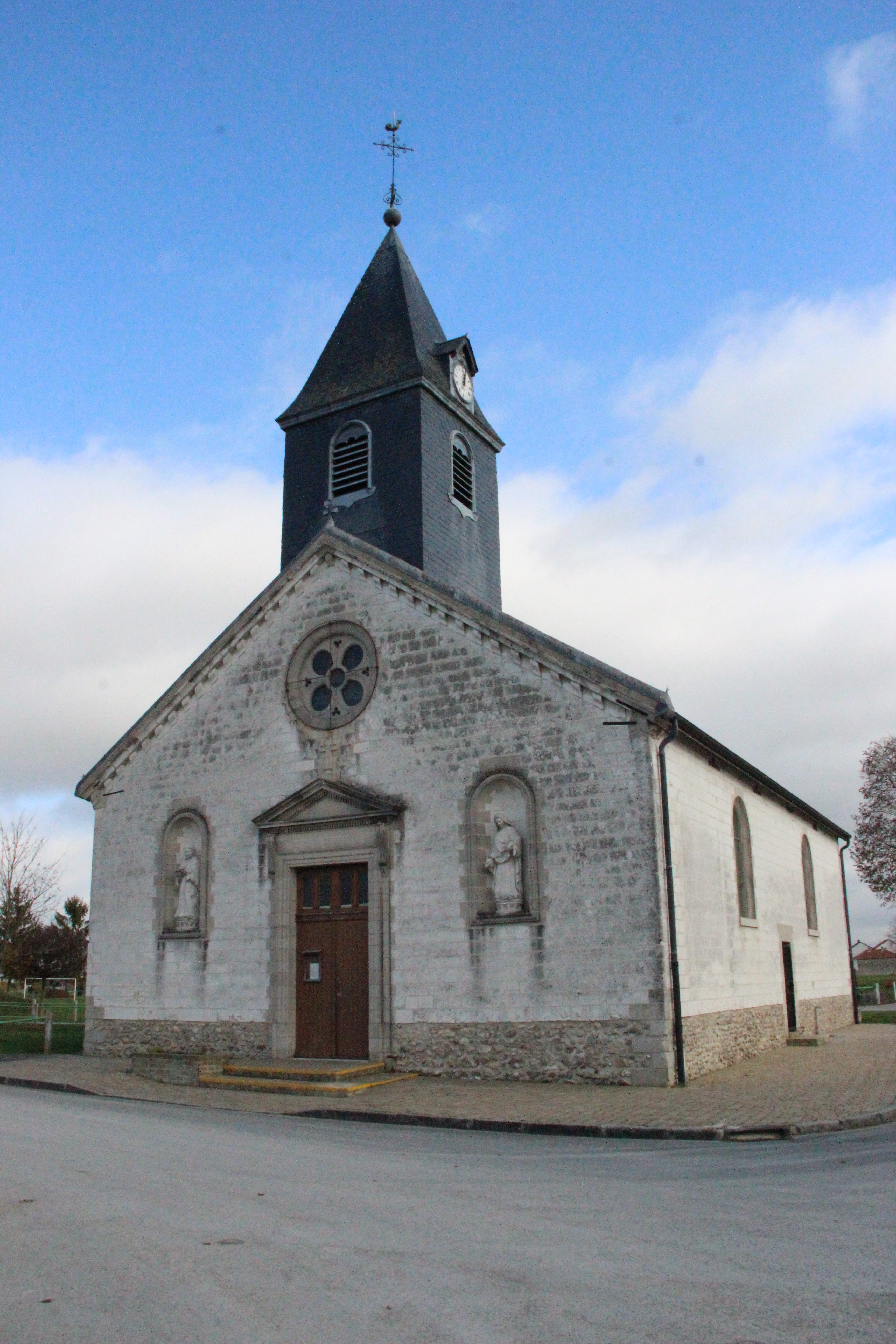
L'église de Mourmelon-le-Petit
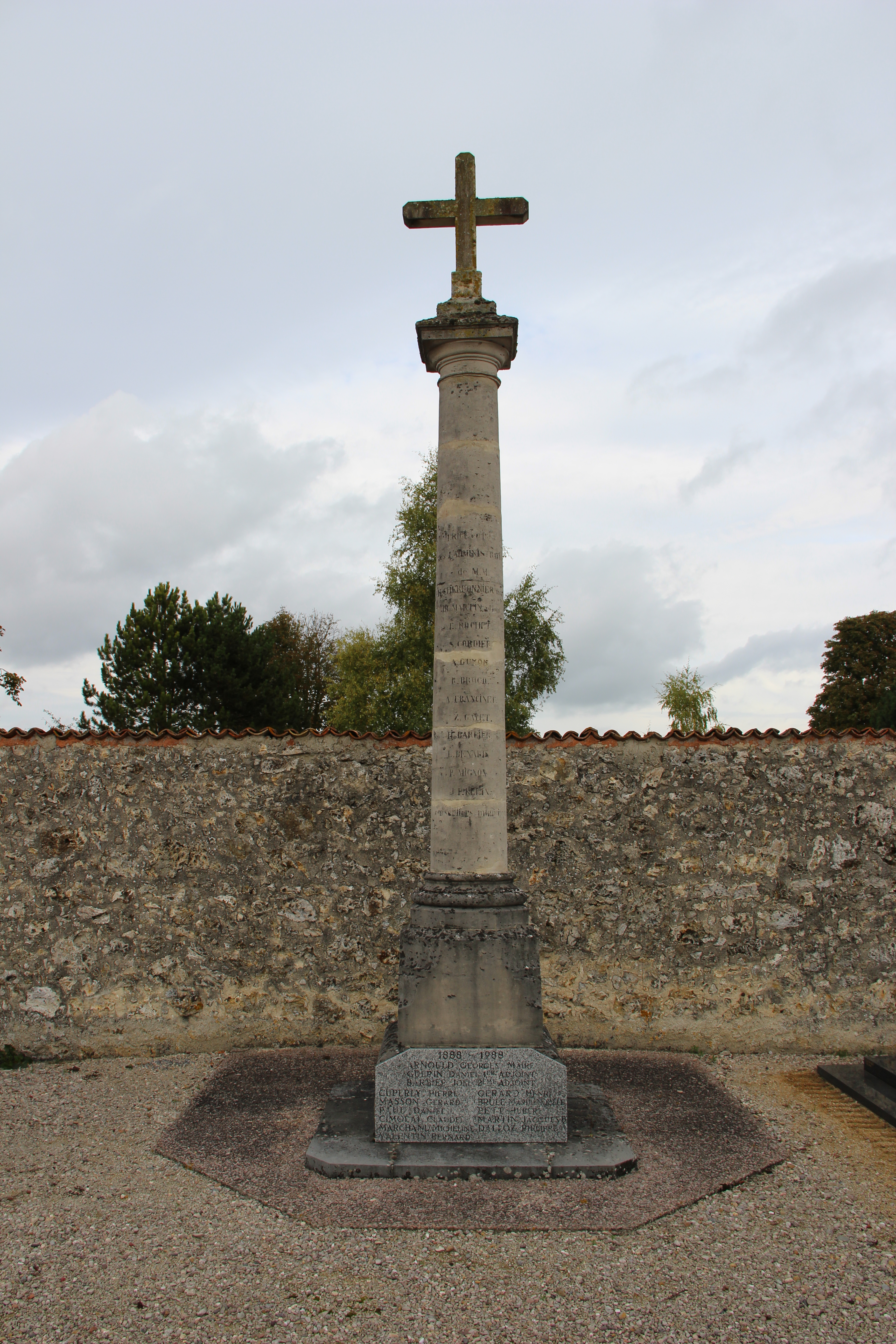
Monument au conseil municipal de 1888 dans le cimetière

Mourmelon-le-Petit a disposé d'un moulin à vent sur son territoire. Il se trouvait en bordure de l'actuel camp militaire de Mourmelon.

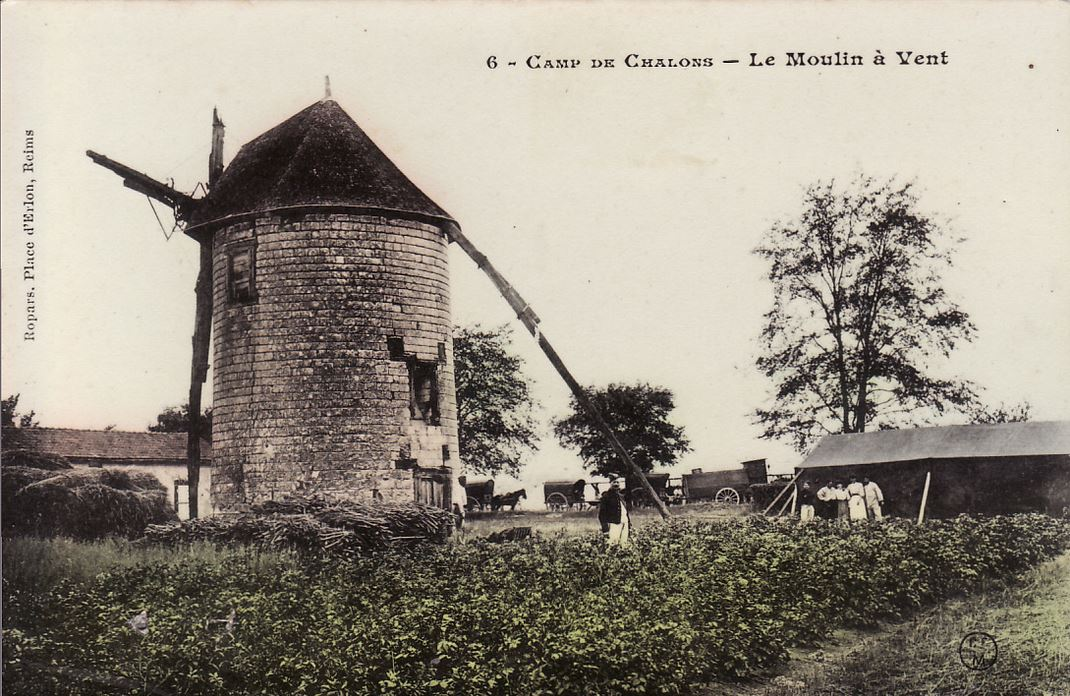
Le moulin à vent de Mourmelon-le-Petit
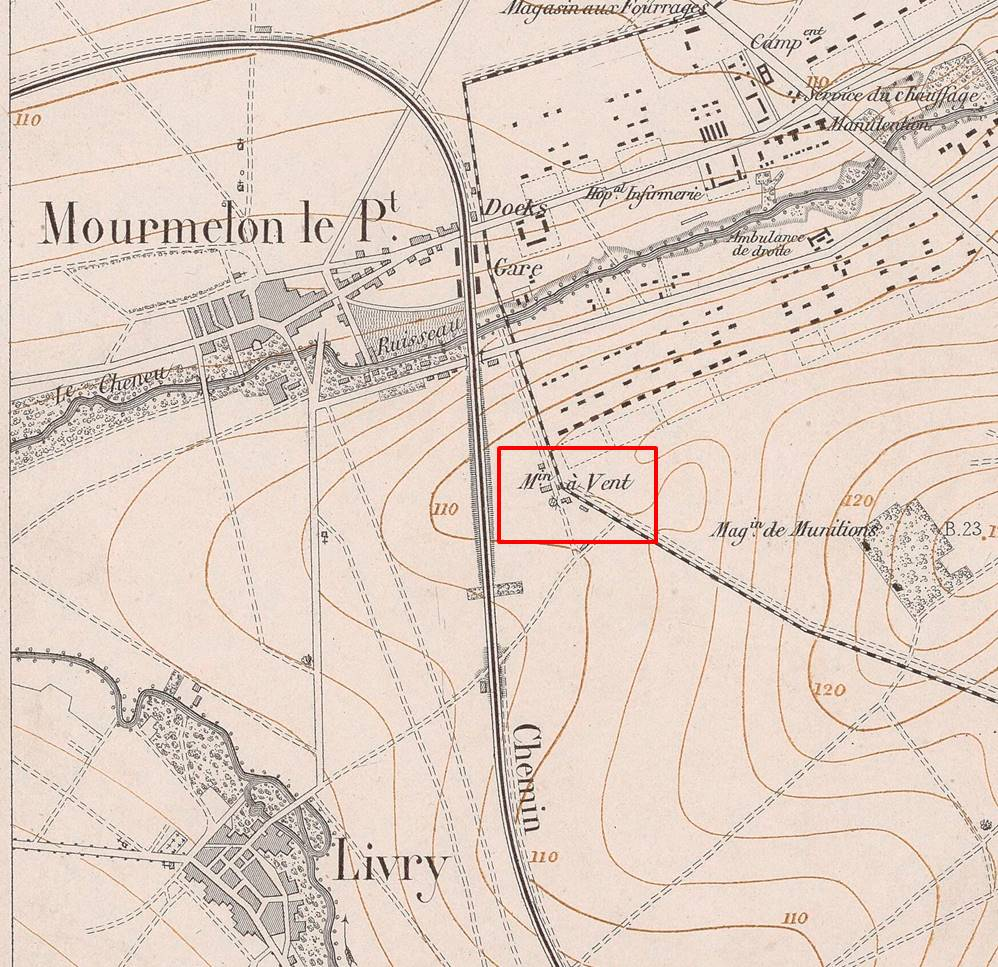
Localisation du moulin à vent de Mourmelon-le-Petit
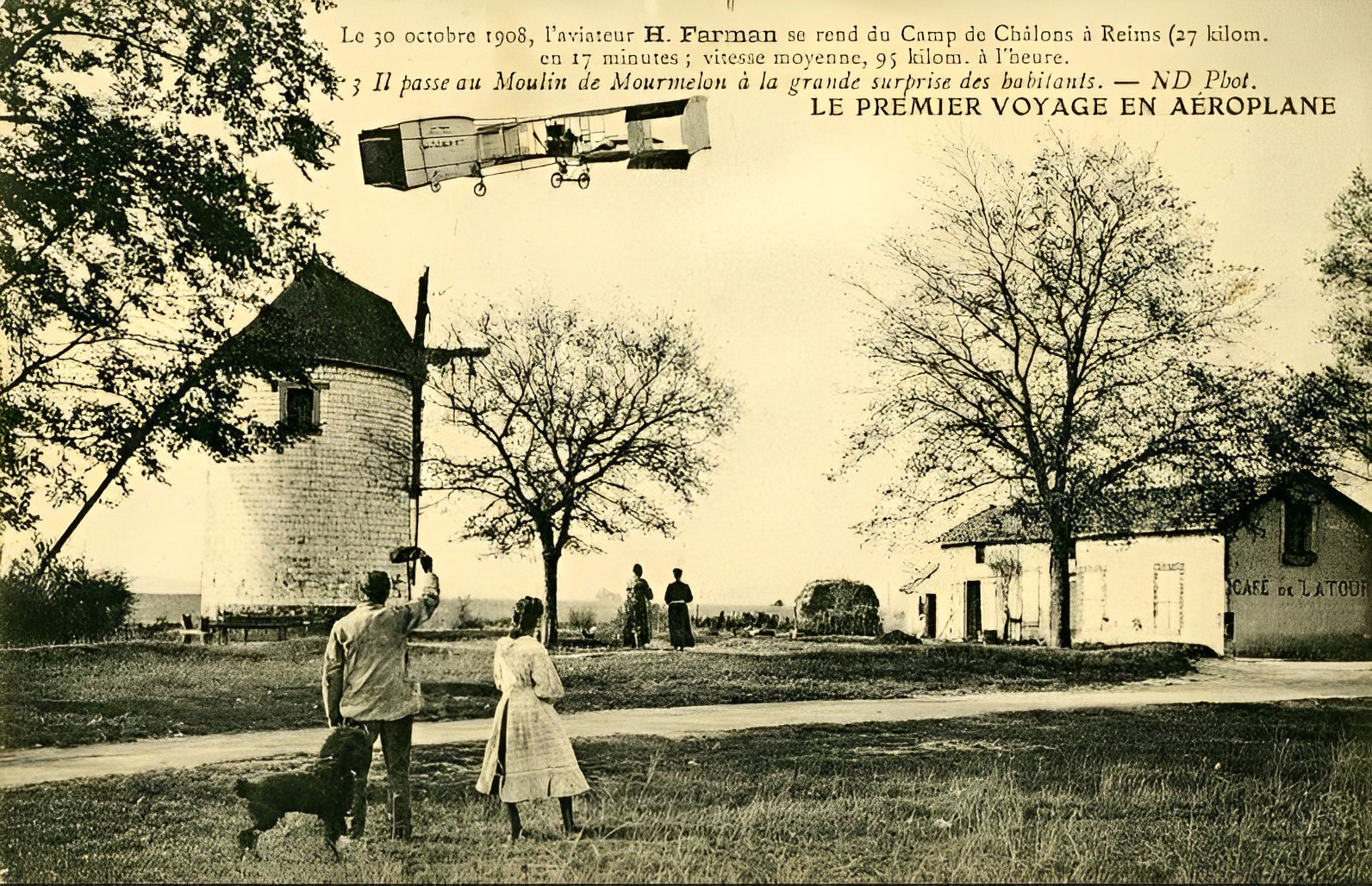
Le 30 octobre 1908, l'aviateur Henry Farman passe à proximité du moulin à vent

Le dernier meunier en a été François Stanislas Cyrille GUÉRIN  (1850-1923). Le moulin a été détruit au début de la Première Guerre mondiale[réf. souhaitée].

## Vues d'autrefois

Cartes postales anciennes
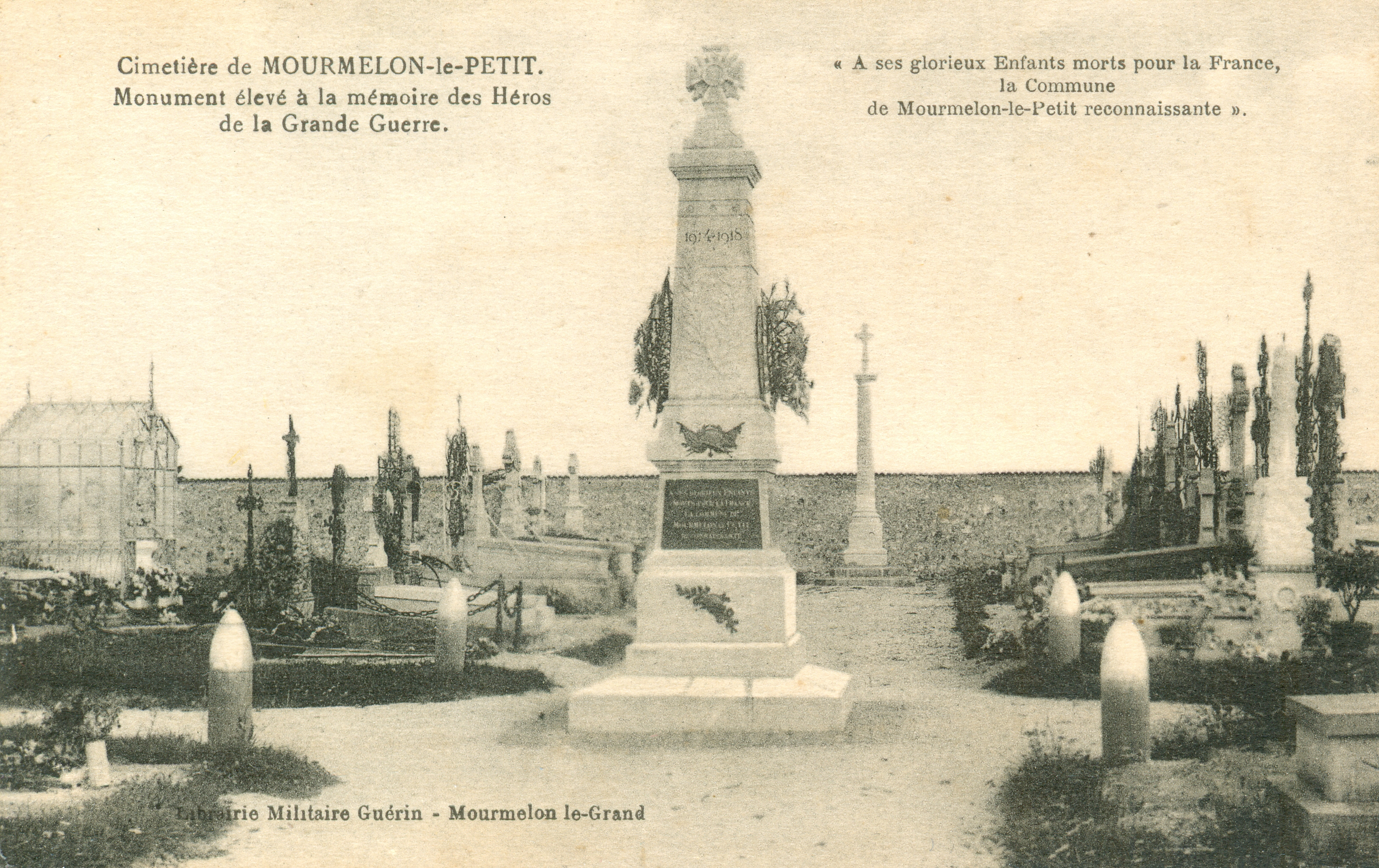
Le monument aux morts de Mourmelon-le-Petit entre les deux guerres mondiales
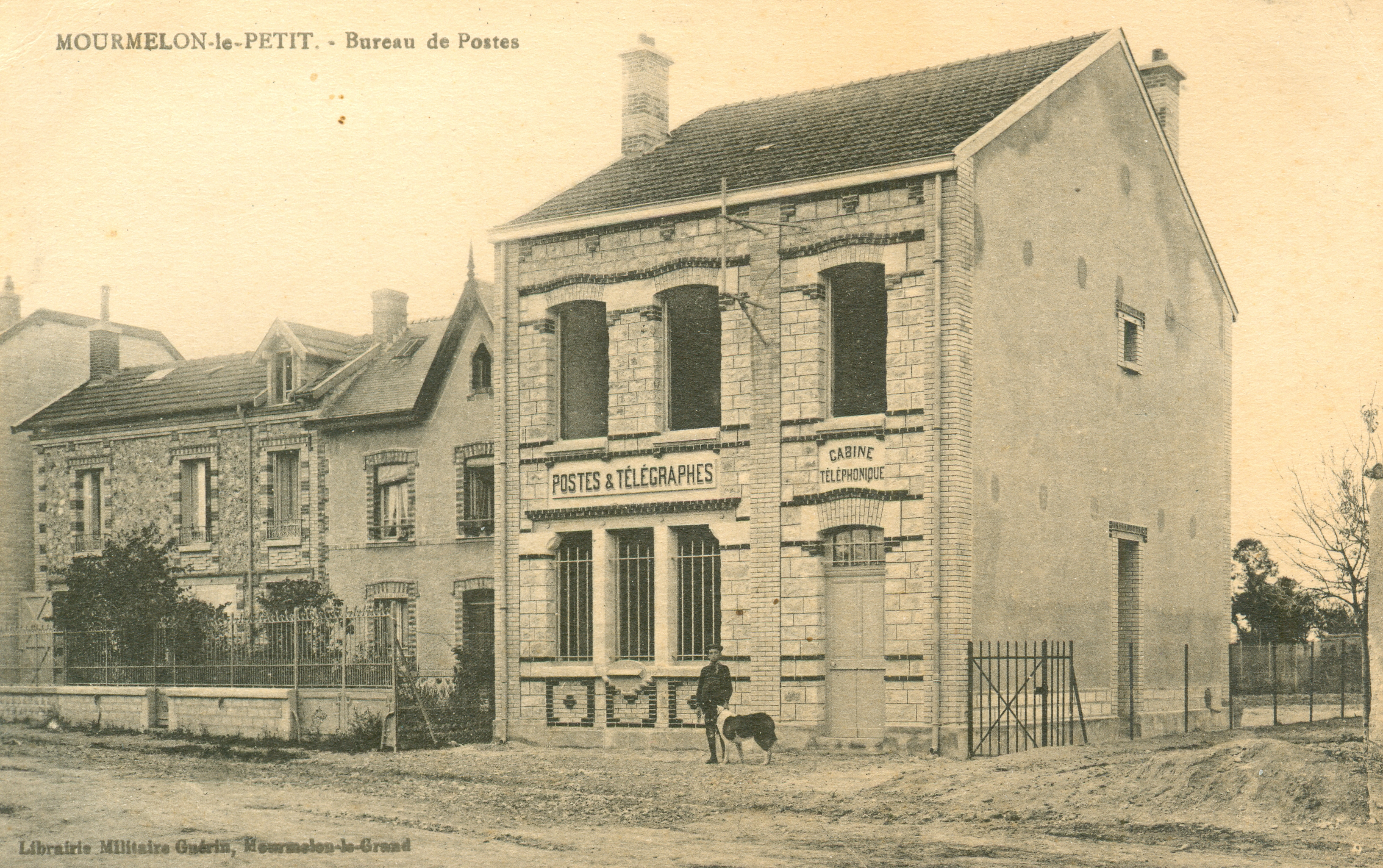
Le bureau de poste
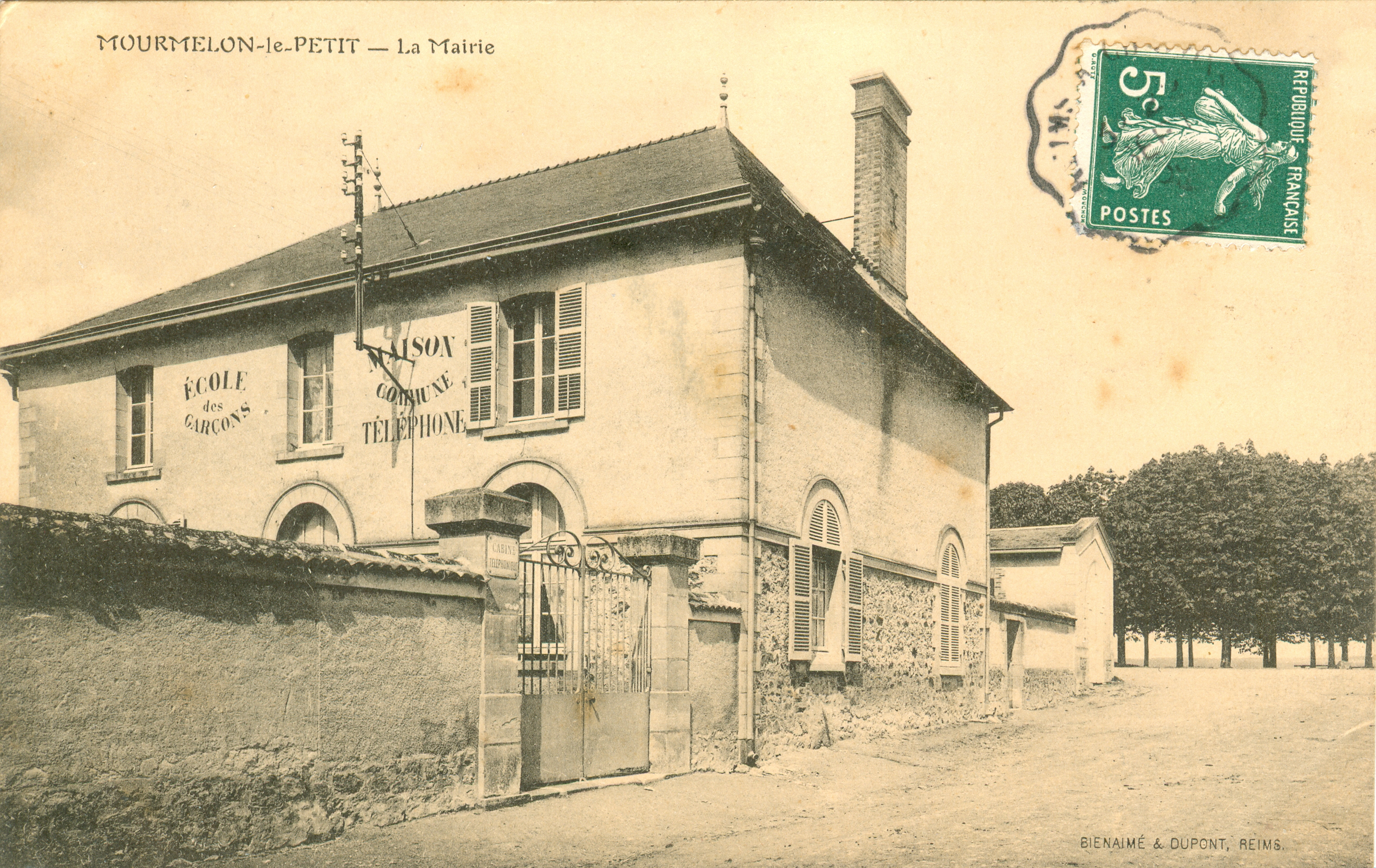
L'ancienne mairie école vers 1908
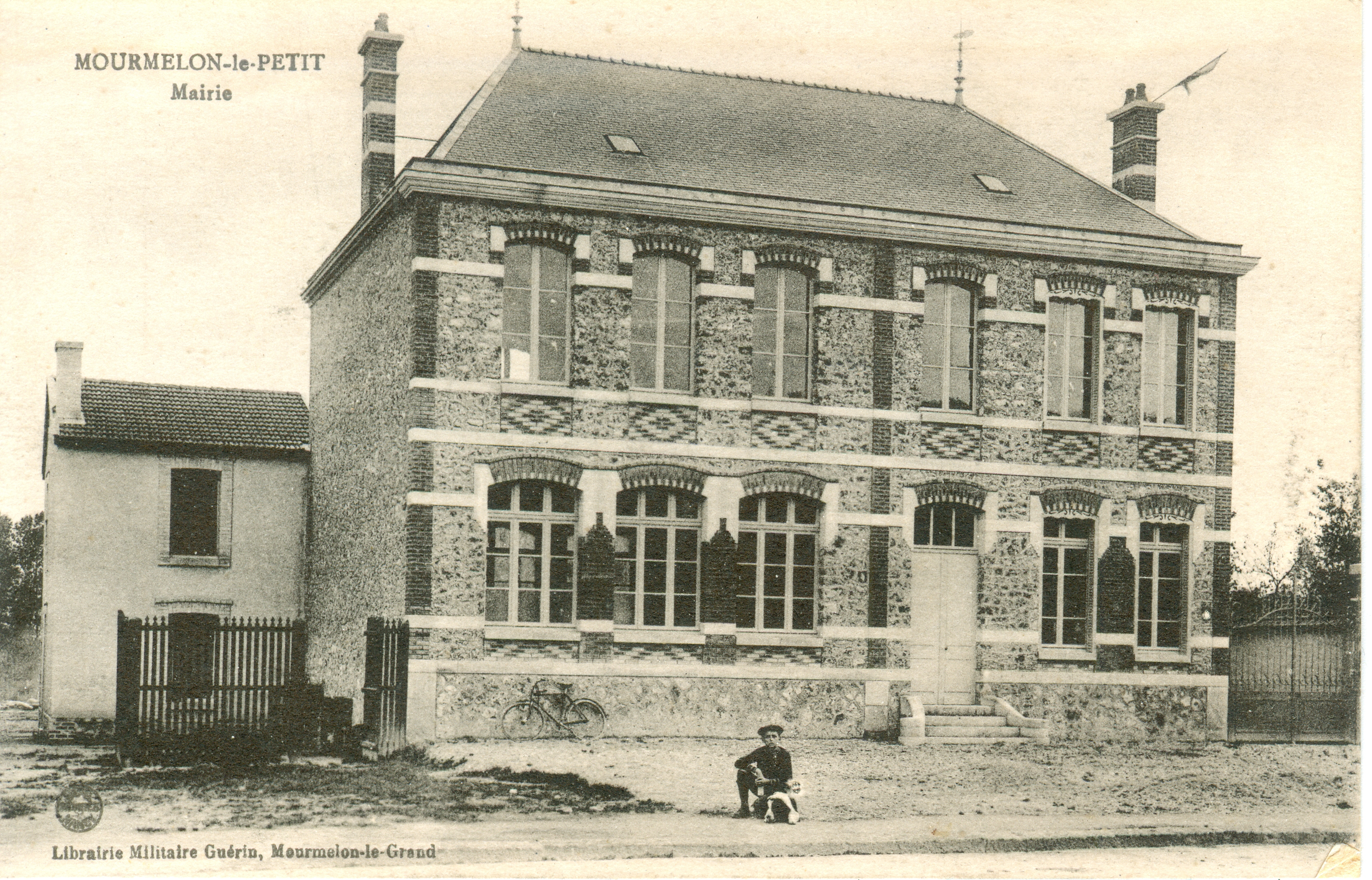
La nouvelle mairie
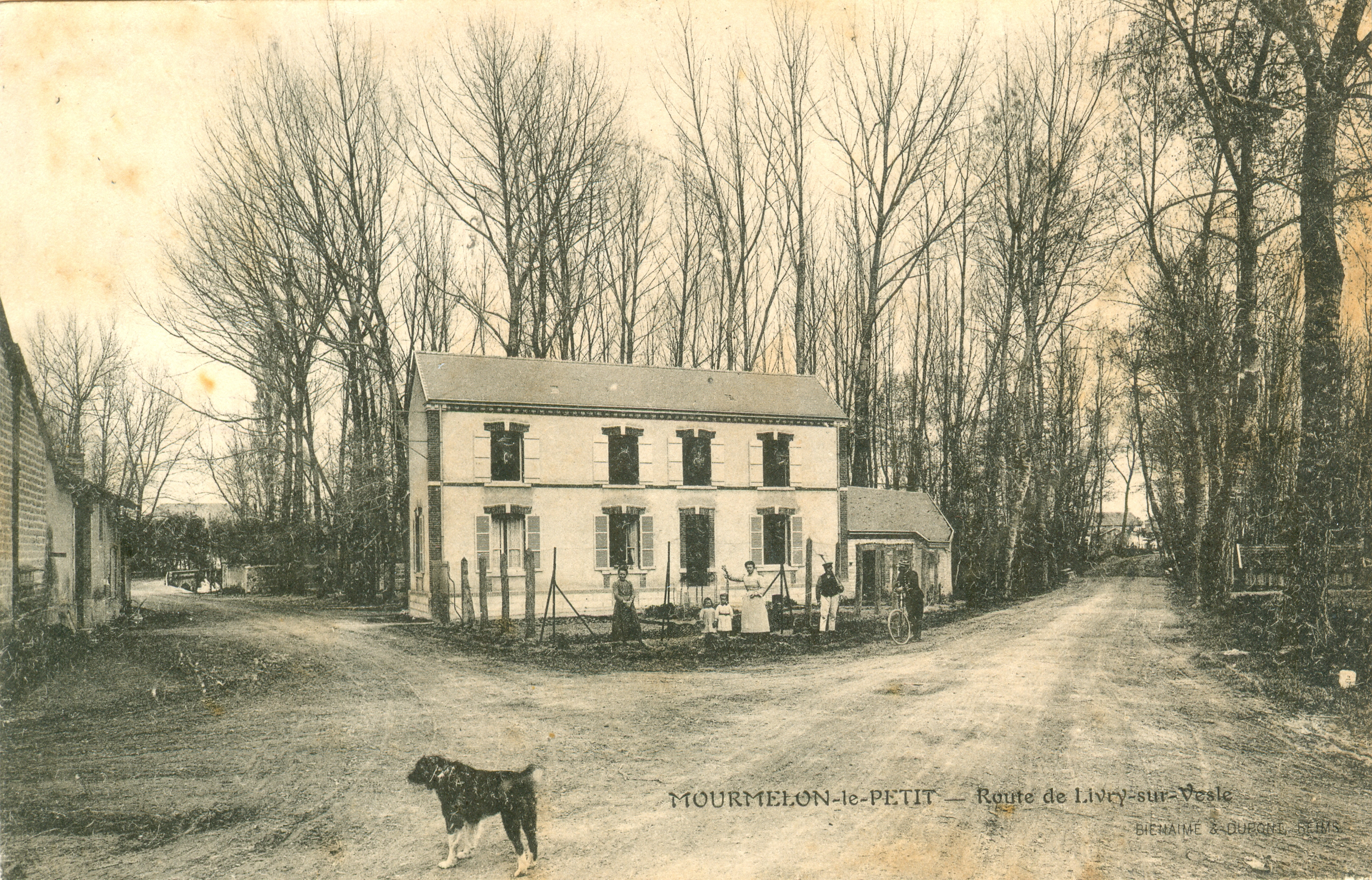
La route de Livry-sur-Vesle
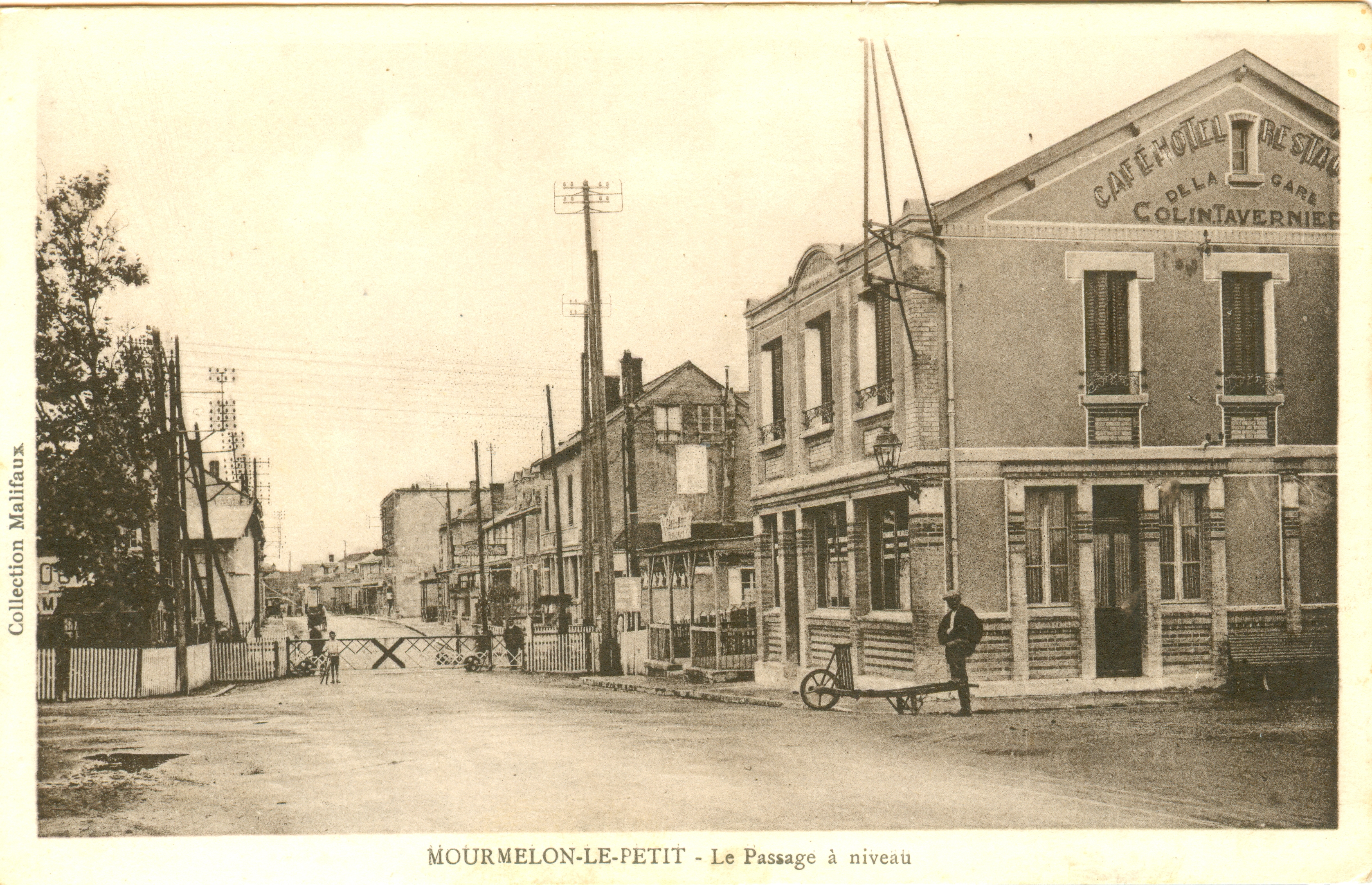
Le passage à niveau de la gare
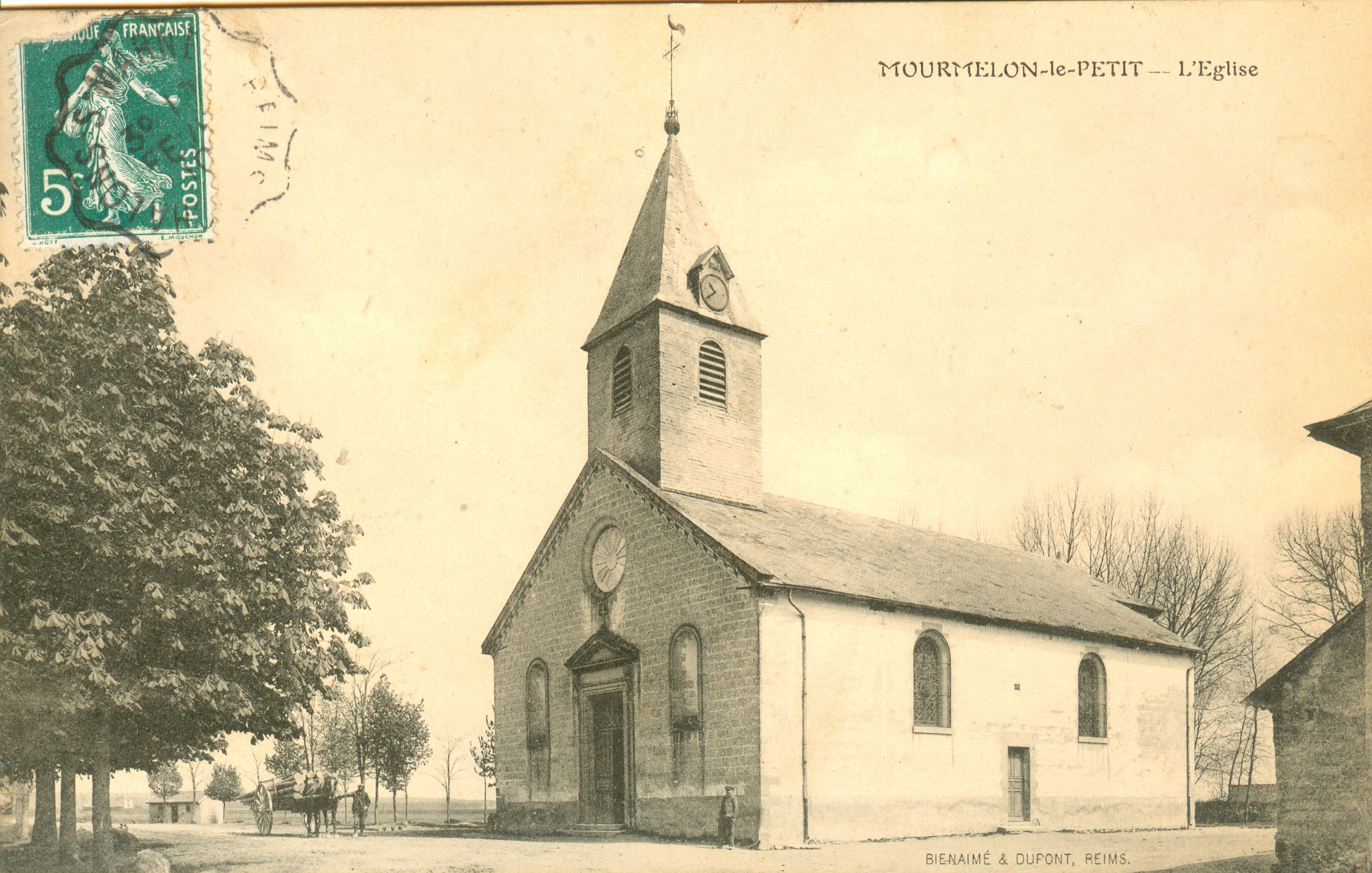
Vue ancienne de l'église
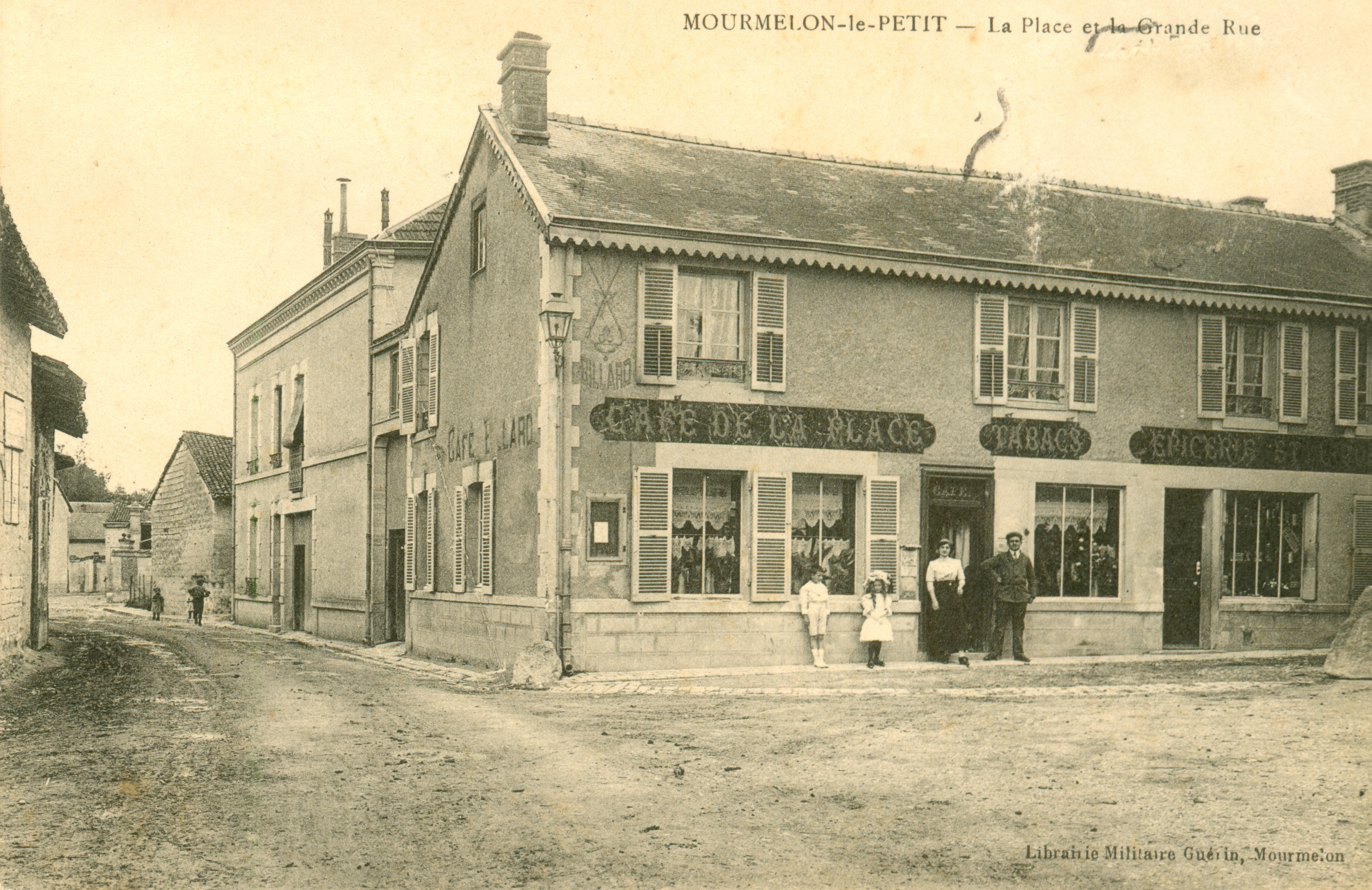
Le café de la Place au début du XXe siècle
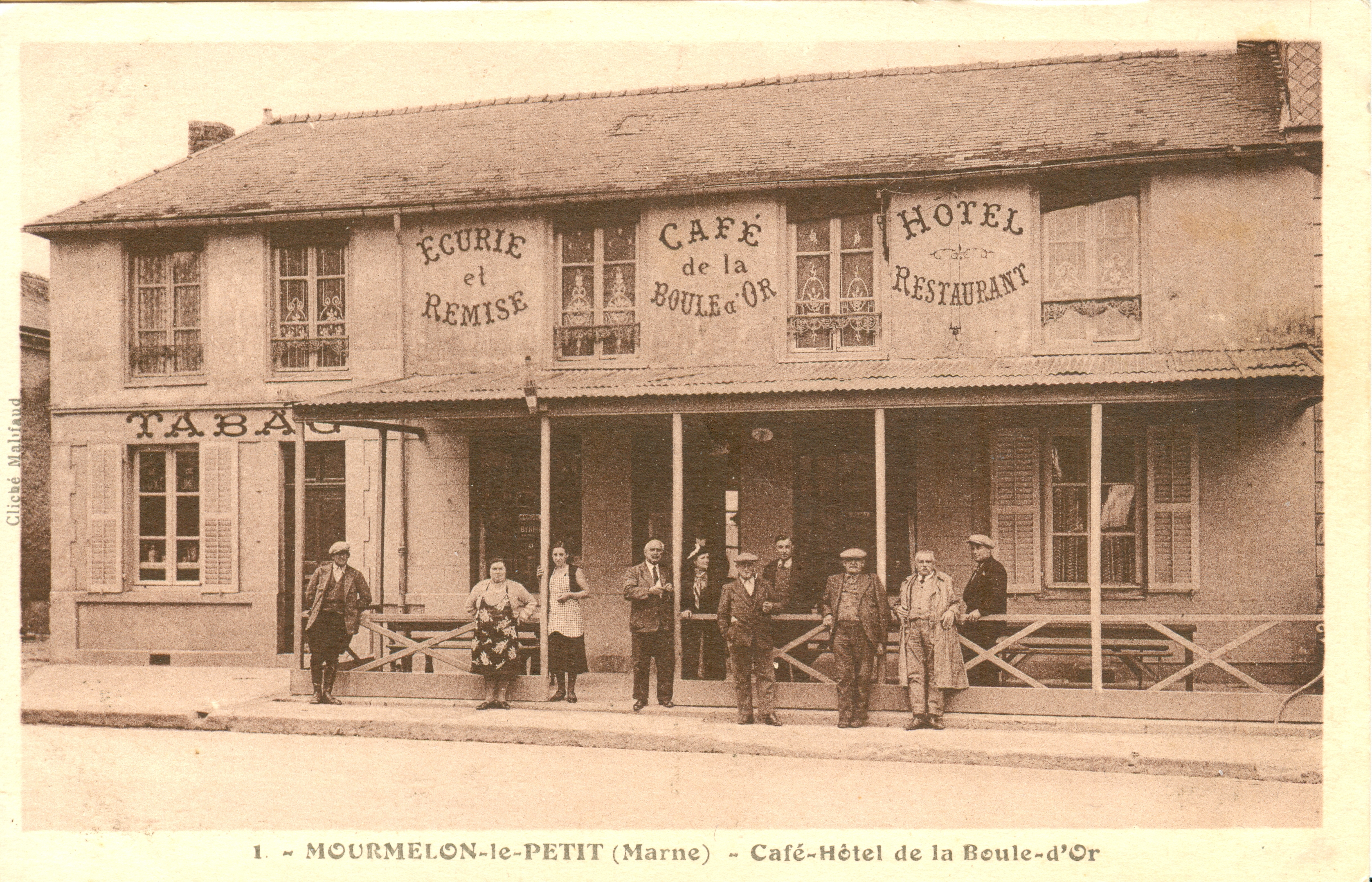
Le café de la Boule d'Or